# Debring
Debring ist ein Gemeindeteil der Gemeinde Stegaurach im oberfränkischen Landkreis Bamberg in Bayern.

## Geographie
Das Dorf liegt östlich des Kernortes Stegaurach an der Bundesstraße 22 und an der Staatsstraße 2276. Am südlichen Ortsrand fließt die Aurach, östlich erstreckt sich das Naturwaldreservat Wolfsruhe und fließt die Regnitz.

## Baudenkmäler
In der Liste der Baudenkmäler in Stegaurach sind für Debring fünf Baudenkmäler aufgeführt:
- Herrschaftliches Anwesen (Am Anger 3)
- Bauernhaus (Mutzershof 3)
- Kruzifix (Würzburger Straße 3)
- Flurkreuz „Der alte Berg“ (Mittelberg)
- Chaussee (Hochleite, westlich des Ortes)